# Axel Ljung
Harald Axel Fredrik Ljung, född 31 mars 1884 i Adolf Fredriks församling i Stockholm, död 5 februari 1938 i Oscars församling i Stockholm, var en svensk friidrottare (häcklöpning) och gymnast som tävlade för klubbarna Stockholms GF (gymnastik) och AIK (friidrott). Han hade det svenska, tillika skandinaviska, rekordet på 110 meter häck från 1908 till 1911 då reglerna ändrades.
Vid OS i Athen 1906 kom han femma i stående längdhopp med 295 cm. På 100 meter blev han utslagen i mellanheaten, och på 110 meter häck slogs han ut i försöken.
1908 ingick han i AIK:s stafettlag på 4 x 200 meter (med Josef Pettersson, M. Almqvist och Hilding Håkansson) och satte första svenska världsrekordet i friidrott.
Vid OS i London 1908 var han med i det svenska laget som vann guldmedalj i gymnastikens trupptävling. 
Axel Ljung gravsattes i Gustav Vasa kyrkas kolumbarium i Stockholm.